# Gahnia tristis
Gahnia tristis är en halvgräsart som beskrevs av Christian Gottfried Daniel Nees von Esenbeck. Gahnia tristis ingår i släktet Gahnia och familjen halvgräs. Inga underarter finns listade i Catalogue of Life.

## Bildgalleri

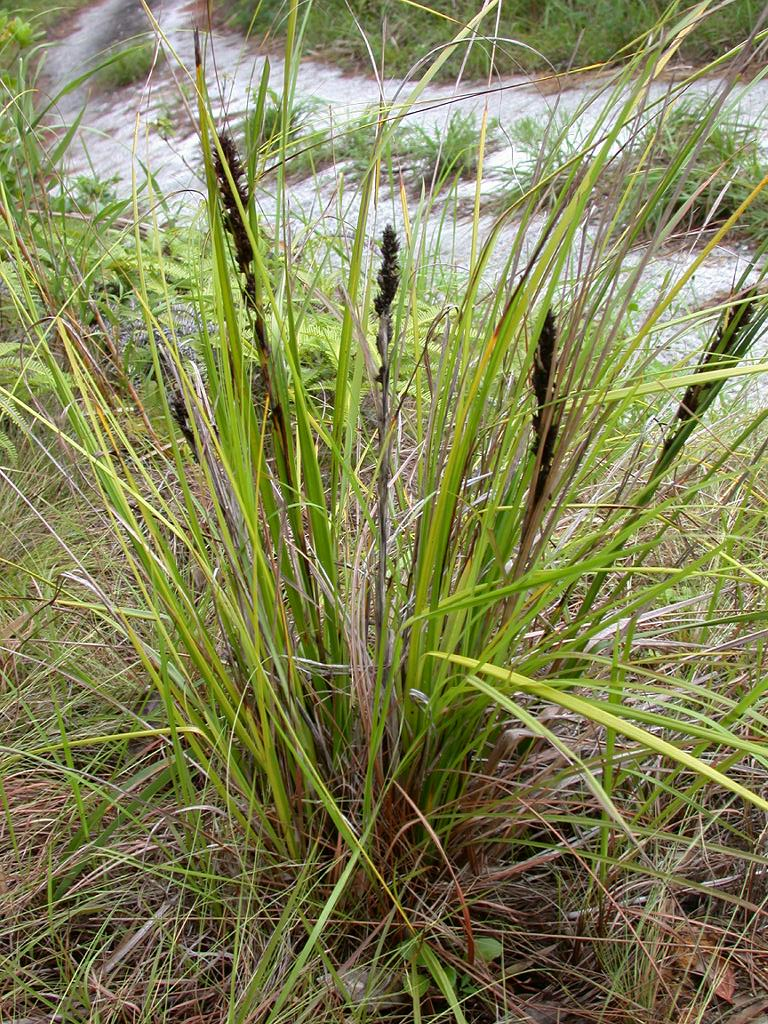